# Cluss (Familie)
Die Familie Cluss war eine einflussreiche Unternehmerfamilie aus Heilbronn.

## Geschichte
Die Familie kam ursprünglich aus Schlesien. Ein früher Vorfahr war der Bauer Hans Cluß (1600–1659) aus Weyda. Dessen Sohn Stoffel Cluß (1629–1692) siedelte sich als Bauer nach dem Dreißigjährigen Krieg 1659 in Winnenden an. Seine Nachfahren waren über sechs Generationen Bauhandwerker – Steinhauer, Zimmerleute, Werkmeister und Architekten – und kamen mit Johann Jakob Cluß (1691–1770) um 1715 nach Weinsberg.
Georg Andreas Cluß (1750–1822), Sohn von Johann Jakob, kam 1782 nach Heilbronn, wo er als Werkmeister im Dienst des württembergischen Kurfürsten stand, das Bürgerrecht erwarb, Wohlstand erlangte und 1795 das Cluss'sche Haus in der Klostergasse, ein auf 1433 zurückdatierendes Anwesen, erwarb. Er hatte sechs Kinder, von denen jedoch drei jung starben. Sein Sohn Heinrich Cluss (1792–1857) folgte ihm als Werkmeister in Heilbronn und übernahm 1822 das väterliche Geschäft, Tochter Caroline (1788–1854) begründete mit ihrem Mann Johann Ludwig Reiner († 1831) ein Kolonialwarengeschäft, das sich ab 1820 erfolgreich auf Tabakwaren spezialisierte und unter Gustav Hauck nach 1870 mehrere Zigarrenfabriken unterhielt.
Heinrich Cluss (1792–1857) war nicht nur Werkmeister und Bauunternehmer, sondern betrieb auch Weinbau in der sog. "Cluss'schen Kelter" im Haus Klostergasse 40. Er führte die Rebsorten Schwarzrot und Süßrot in Heilbronn ein und testete neue Standorte für die Frankenrebe. Seine Weine wurden ausgezeichnet. Zudem handelte er mit Grundstücken und Gebäuden. 1817 stiftete er einen Taufstein in der Kilianskirche anlässlich des 300. Reformationstages. Er war an der Erweiterung der Stadt Heilbronn ab 1840 beteiligt, so erbaute er bis 1845 den Wilhelmsbau in der Wilhelmstraße 9 in Heilbronn. Er heiratete 1817 mit Anne Christin, geb. Neuz (1796–1827), die ihm fünf Kinder gebar: Caroline (1817–1858), Carl (1819–1870), Henriette Sophie (1821–1821), Ernestine (1823–1867) und Adolf (1825–1905). In zweiter Ehe war Heinrich Cluss mit Jacobine Roth (1808–1862) verheiratet. Aus dieser Ehe entsprangen drei Kinder: Pauline (1830–1911), Marie Henriette (1831–1902) und August (1832–1904).
Während Adolf Cluss 1848 als junger Zimmermannsgeselle in die USA auswanderte und dort ein bekannter Architekt wurde, studierte sein Bruder Carl in Berlin und schlug ebenfalls die Architektenlaufbahn ein. Die Schwester Caroline Cluss heiratete den Heilbronner Stadtbaumeister Louis de Millas, der 1839 den ersten Generalbauplan der Stadt Heilbronn schuf. Marie Henriette Cluss heiratete den Direktor der 1853 gegründeten Heilbronner Zuckerfabrik, Andreas Faißt (1821–1878), der mit August Cluss 1865 die Brauerei Cluss gründete, die bis zur Übernahme der Aktienmehrheit durch Dinkelacker 1982 in Heilbronn bestand.
An Cluss erinnern mehrere denkmalgeschützte Gebäude in Heilbronn: der von Heinrich Cluss erbaute Wilhelmsbau, die von Henriette Cluss bewohnte Villa Faißt sowie die ehemalige Brauerei-Direktorenvilla. Außerdem ist die Heilbronner Clußstraße nach der Unternehmerfamilie, die Adolf-Cluss-Brücke nach dem Architekten benannt. Eine Heilbronner Radsportveranstaltung heißt Cluss-Criterium. Im Jahr 2005 fand eine Ausstellung im Cluss-Cubus und mit historischen Stationen in der Stadt Heilbronn zu Adolf Cluss und der Unternehmerfamilie Cluss statt, in der Villa Faißt ist eine Dauerausstellung den Familien Cluss und Faißt gewidmet.

## Galerie

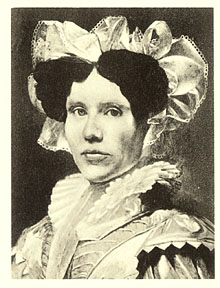
Caroline Reiner, geb. Cluss (1788–1854).
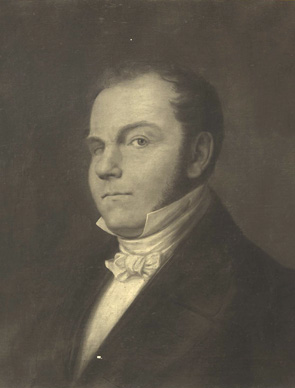
Heinrich Cluss (1792–1857)
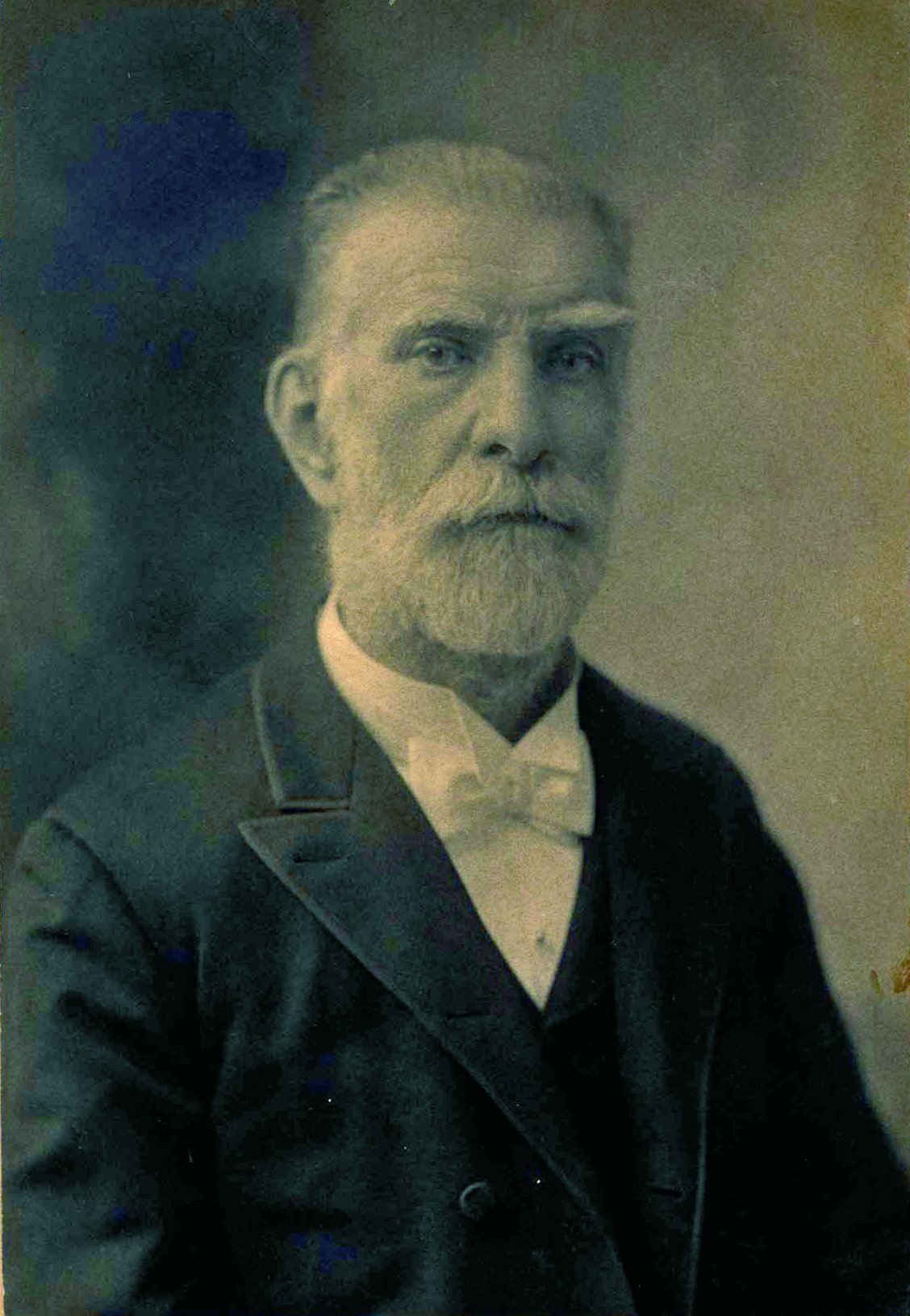
Adolf Cluss (1825–1905)
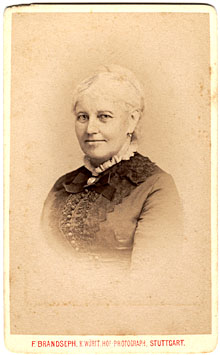
Henriette Faisst, geb. Cluss (1831–1902)
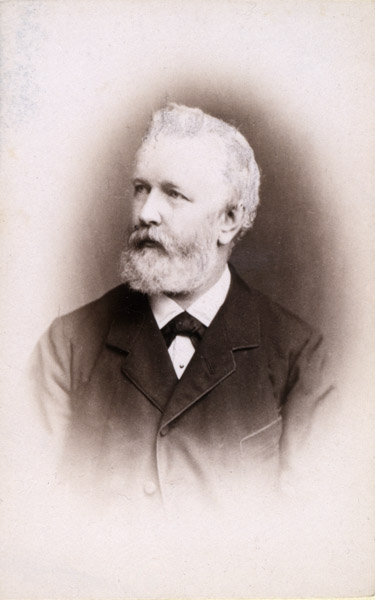
August Cluss (1832–1904)